# Pseudaonidia dentata
Pseudaonidia dentata är en insektsart som beskrevs av Brimblecombe 1956. Pseudaonidia dentata ingår i släktet Pseudaonidia och familjen pansarsköldlöss. Inga underarter finns listade i Catalogue of Life.